# Kinetochor
     mikrotubule
     chromosomy
     kinetochory

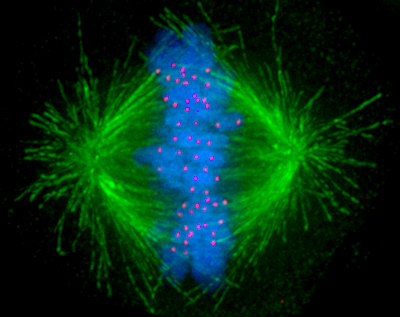
Ludzka komórka podczas podziału:
mikrotubule
chromosomy
kinetochory

Kinetochor – białkowa struktura w kształcie warstwowej płytki, znajdująca się po obu stronach centromeru chromosomu. Do kinetochoru przyczepiają się włókna (mikrotubule) wrzeciona kariokinetycznego, łącząc go z biegunem wrzeciona, co umożliwia przemieszczanie się chromosomów w metafazie i anafazie podziału komórkowego.